# Healey Willan
James Healey Willan, né le 12 octobre 1880 et mort le 16 février 1968, est un organiste et compositeur canadien d'origine anglaise. Il a composé plus de 800 œuvres dont des opéras, des symphonies, de la musique de chambre, un concerto et des pièces pour orchestre, 

## Biographie
Healey Willan est né en Angleterre le 12 octobre 1880 et a commencé sa formation musicale à l'âge de huit ans, avec des études à la St. Saviour's Choir School à Eastbourne. Il a continué à St. Saviour's jusqu'en 1895, date à laquelle il a commencé à travailler comme organiste et chef de chœur dans plusieurs églises de la région de Londres. Il obtient, par examen en jeu d'orgue, harmonie, contrepoint, histoire et orchestration, l' ARCO en 1897 et la bourse en 1899. De 1903 à 1913, il est organiste et chef de chœur de l'église St. John the Baptist sur Holland Road à Londres. Le mouvement anglo-catholique Tractarian avait conduit à une renaissance anglicane du plain-chant, et en 1910 Healey Willan rejoignit la London Gregorian Association (qui s'efforce de préserver et de faire revivre le « plain-chant »). En 1913, Healey Willan émigre au Canada. 
Willan devint organiste-chef de chœur de la plus grande église de Toronto, St. Paul's, Bloor Street, dont le recteur, le chanoine Cody, devint plus tard ministre de l'Éducation de l'Ontario et chancelier de l' Université de Toronto . En 1914, Willan a été nommé conférencier et examinateur en musique à l'université. Ses droits d'auteur en tant que compositeur de musique d'église lui ont permis de quitter la «basse église» St. Paul's en 1921 et de devenir le précenteur de l' église St. Mary Magdalene (Toronto) . Il y resta jusqu'à sa mort. St. Mary Magdalene's, sous Healey Willan, est devenue la Mecque nord-américaine des musiciens choraux et anglicans. En 1934, il fonda les Tudor Singers, qu'il dirigea jusqu'à sa dissolution en 1939. 

En 1920, le Toronto Conservatory (depuis 1947 le Royal Conservatory of Music ) nomma Willan à la tête de son département de théorie. Plus tard, il est devenu directeur adjoint. Le conservatoire faisait partie de l'Université de Toronto. Les étudiants du conservatoire pourraient devenir éligibles pour passer les examens de diplôme de musique administrés par l'université. De 1937 à 1950, Willan a été professeur de musique et d'organiste à l'Université de Toronto et responsable des examens de musique. 

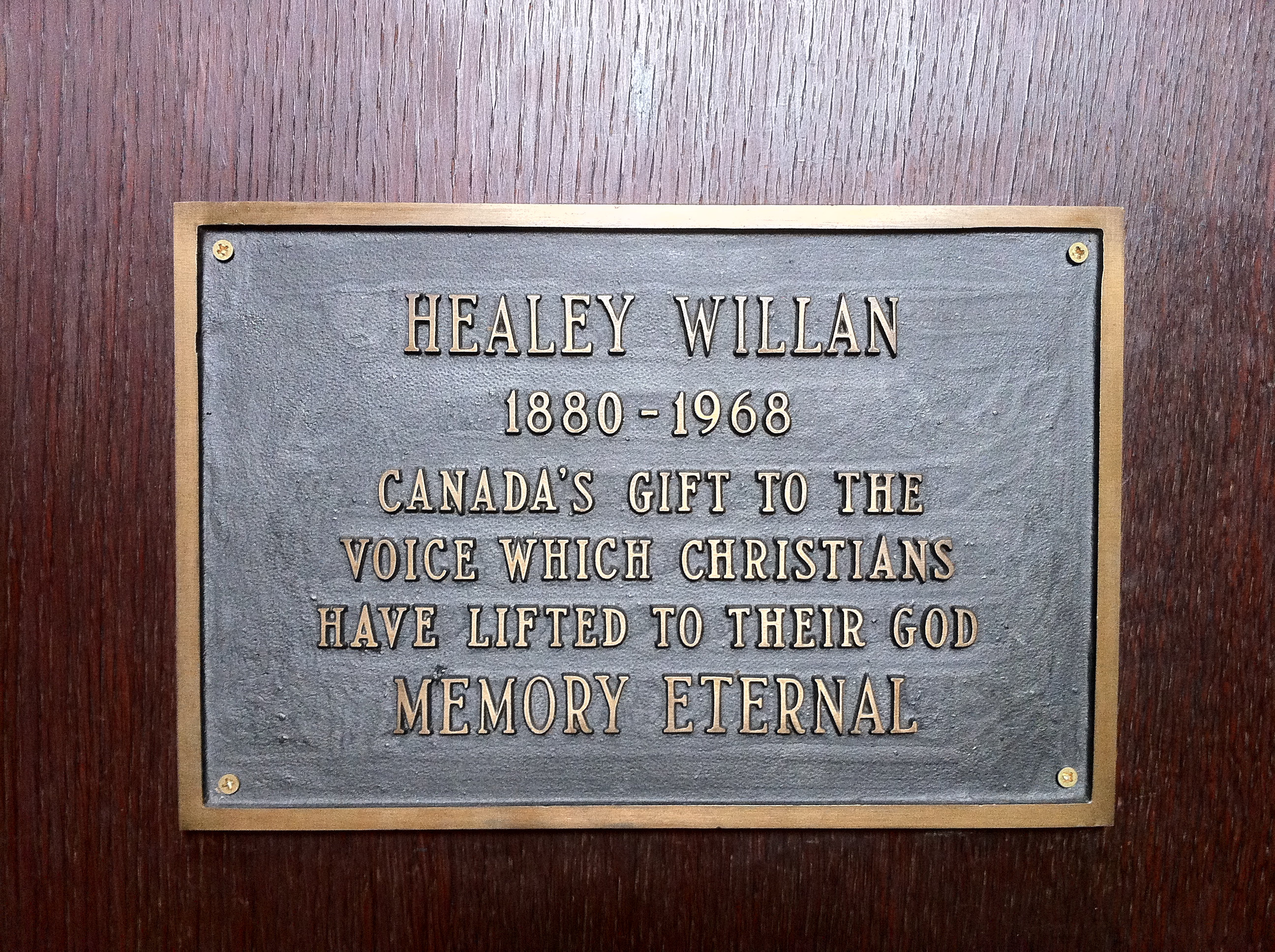
Mémorial à Healey Willan

Ses élèves notables comprenaient le pianiste Howard Brown, le ténor Gordon Wry et les compositeurs Cecil Gray, Patricia Blomfield Holt, Walter MacNutt, F. R. C. Clarke, Phyllis Gummer et Kenneth Peacock.   
Lorsque l'Ordre du Canada a été créé en 1967, il a nommé Healey Willan compagnon. En Grande-Bretagne, il était d'usage pour l'archevêque de Cantorbéry d'accorder occasionnellement à des musiciens de cathédrale anglais très distingués le Lambeth Doctorate, Mus. D Cantuar ; en 1956, Healey Willan, « le doyen des compositeurs canadiens » devint le premier musicien d'église non anglais à être si honoré; par la suite, de nombreuses universités canadiennes ont emboîté le pas. Healey Willan a été l'un des premiers musiciens canadiens à apparaître sur un timbre-poste canadien. Les jeunes musiciens canadiens n'ont pas perdu de vue que Healey Willan pouvait gagner sa vie en tant que compositeur, et qu'être compositeur était une chose à laquelle ils pourraient de façon réaliste aspirer. 
Willian décède le 16 février 1968 à Toronto.

## Compositions

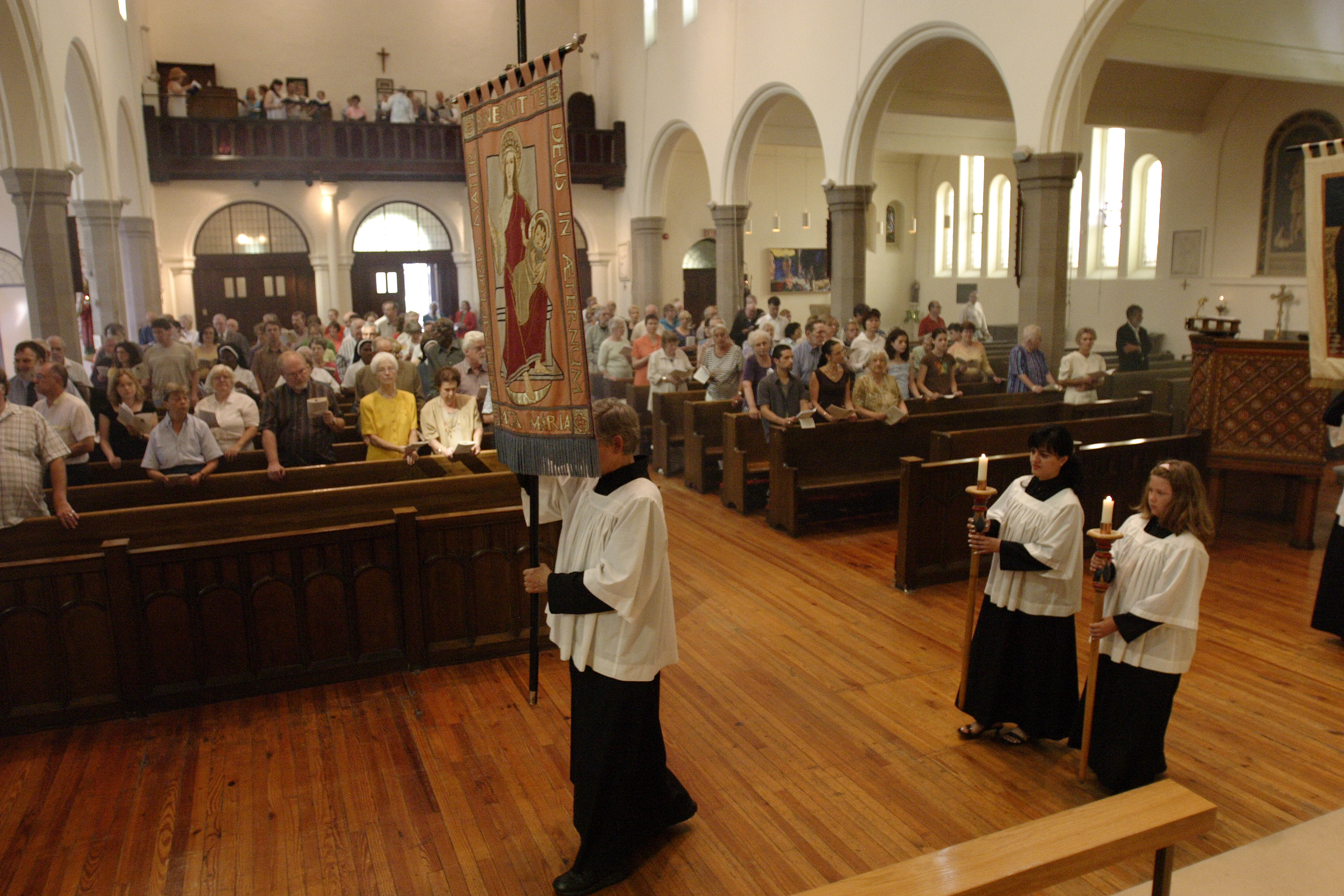
Église Sainte-Marie-Madeleine

Alors qu'il était organiste et chef de chœur à St. Paul's, rue Bloor, Willan s'est intéressé à la musique d'une autre paroisse anglicane, celle de l' église St. Mary Magdalene . St. Paul était une église évangélique basse ; Sainte-Marie-Madeleine, bien que beaucoup plus petite, était notamment une église haute ou anglo-catholique . En 1920, Willan participait à la pratique de la chorale. En 1921, il démissionne de son poste à St. Paul's et se tourne vers St. Mary Magdalene's. Il s'est mis à créer un grand nombre d'œuvres liturgiques à utiliser dans les services de l'église et à créer l'un des rares chœurs en Amérique du Nord avec une expertise dans le chant de la musique non accompagnée à un niveau très élevé. Il est resté à Sainte-Marie-Madeleine jusqu'à peu de temps avant sa mort, pour la dernière fois à la direction du chœur en 1967. 
Willan a composé quelque 800 pièces musicales, la plupart des œuvres sacrées pour chœur telles que des hymnes, des hymnes et des mises en scène de masse. Son opus non sacré comprend une cinquantaine d'œuvres chorales, 100 arrangements de chansons pour voix avec accompagnement de piano, de nombreuses œuvres pour piano solo, pour voix avec accompagnement instrumental, deux symphonies, un concerto pour piano, des œuvres de chambre, de la musique incidente pour des œuvres de scène, des opéras de ballade, et au moins un opéra important ( Deirdre ). Son Introduction, Passacaglia and Fugue a été inspiré par la pièce Max Reger du même nom. En 1953, Willan a reçu une commission pour écrire un hymne pour le couronnement de la reine Elizabeth II . L'hymne qui en résulte, O Seigneur Notre Gouverneur, continue d'être fréquemment interprété. Les amis de Willan se sont réunis pour payer son billet pour Londres, afin qu'il puisse assister à la cérémonie en personne. 
Willan est surtout connu pour ses œuvres sacrées de chœur et d'orgue, qui témoignent de son amour pour la musique de plain-pied et de la Renaissance. Par exemple, nombre de ses compositions liturgiques utilisent les modes de l'église occidentale d'il y a mille ans et la modalité et l'harmonie de la musique chorale orthodoxe russe de la fin du XIXe siècle. Ses lignes vocales sont nettement plus mélismatiques, son style plus contrapuntique et rythmiquement beaucoup plus libre que ce n'était le cas dans la musique liturgique de ses contemporains. L'acoustique animée de Sainte Marie-Madeleine a permis aux lignes mélismatiques de s'envoler et de s'attarder en même temps. Ses œuvres chorales plus importantes, cependant, étaient de nature très romantique. Sa riche palette harmonique et ses mélodies luxuriantes et élancées témoignent de son admiration pour Brahms et Wagner . 
Sa musique représente une combinaison unique et magnifique de styles: à la fois un hommage à la musique sacrée d'il y a cinq siècles et un reflet des innovations de la période romantique/post-romantique dans laquelle il a vécu.

## Personnel
Les gens qui se souvenaient de Willan de son temps à St Mary Magdalene aimaient modérer son image publique quelque peu austère et pieuse en le citant - c'était un pilier des concerts de Robert Hunter Bell - quant à sa provenance: «Anglais de naissance; Canadien d'adoption ; Irlandais par extraction; Scotch par absorption. " 

## Parc Healey Willan
Healey Willan Park est un parc public local nommé en son honneur, situé immédiatement à l'est de l'église Sainte-Marie-Madeleine, sur le site de l'ancien couvent des Sœurs de l'Église, qui avait déménagé d'abord à Oakville et plus tard à Burlington . Le petit parc rectangulaire est séparé des rues par une clôture métallique basse, qui assure la sécurité des enfants utilisant l'aire de jeux et la pataugeoire. 

## Travaux
Le catalogue de Giles Bryant Healey Willan attribue des numéros à (certaines) œuvres de Willan, par exemple B314, Rise up, my love, my fair one. 
- Introduction, Passacaglia et Fugue pour orgue en mi bémol mineur (1916)
- Passcaglia et Fugue
- Épilogue
- Andante, Fugue et Choral pour orgue en do dièse mineur (1965)

### Œuvres chorales

#### Missae breves
- Missa brevis n ° 1 en mi bémol
- Missa brevis n ° 2 en fa mineur
- Missa brevis n ° 3 en fa majeur
- Missa brevis n ° 4 en mi majeur (1934), basé sur l'hymne du chant des plaines, Corde natus ex parentis
- Missa brevis n ° 5 en fa dièse mineur (1935)
- Missa brevis n ° 6 en fa mineur (1935)
- Missa brevis n ° 7, "O Westron Wynde" (1936), basé sur la mélodie folklorique anglaise du même nom
- Missa brevis n ° 8 en ré mineur, "Missa SS Philippi et Jacobi" (1949)
- Missa brevis n ° 9 en la mineur, "Missa Sancti Michaelis" (1947)
- Missa brevis n ° 10 en ut mineur / majeur (1948)
- Missa brevis n ° 11 en sol mineur / majeur, "Missa Sancti Johannis Baptistae" (1953)
- Missa brevis n ° 12 en ré majeur (1956), basé sur l'hymne de Noël, Christe Redemptor omnium
- Missa brevis n ° 13 en sol mineur, "Holy Cross" (1960)
- Missa brevis n ° 14, "St Alphege" (1962)

#### Motets
- Comment ils se reposent si doucement (1917)
- Grêle, lumière réjouissante (1924)
- Ô combien glorieux (1924)
- Très pain, bon berger s'occupe de nous (1924)
- Ô fête sacrée (1924)
- O comme c'est doux (1924)
- Adorons (1924)
- O Trinité, lumière très bénie (1925)
- Les trois rois (1928)
- Préserve-nous, Seigneur (1928)
- Ô roi tout glorieux (1928)
- Je l'ai vue (1928)
- Juste en face (1928)
- Lève-toi, mon amour (1929)
- Ô roi de gloire (1929)
- Lo, au temps désigné (1929)
- O roi à qui toutes les choses vivent (1931)
- Voici le tabernacle de Dieu (1933)
- Hodie, Christus natus est (1935)
- Qui est elle qui monte (1937)
- O Saving Victim, ASS (1935)
- Regarde en bas, Seigneur, SSA (1935)
- Ave verum corpus (1943)
- Brébeuf et ses frères (1948)
- Je vais me coucher en paix (1949)
- Le Christ notre Pâque ( 1950)
- Accorde-nous ta lumière (1950)
- L'Esprit du Seigneur (1950)
- Gloria Deo per immensa saecula (1950)
- Grand est le Seigneur (1952)

### Opéras
- L'Ordre du bon temps (1928)
- Prince Charlie et Flora (1929)
- Le laboureur Ayrshire (? )
- Maureen [perdue]
- Jeu de Noël indien [perdu]
- Transit through Fire (1942, écrit pour la radio canadienne)
- Deirdre (1946, écrit pour la Radio canadienne, révisé pour la scène en 1965)

### Œuvres orchestrales
- Poème symphonique (1908)
- Symphonie No 1 en ré mineur (1936)
- Concerto pour piano en ut mineur (1944)
- Symphonie n ° 2 en ut mineur (1948)
- Ouverture à une comédie non écrite (1951)
- Poème (pour orchestre à cordes) (1959)
- Elégie Héroïque (pour groupe) (1960)

### Enregistrements
- Dans le royaume céleste : Elora Festival Singers; Noel Edison, direction; Matthew Larkin, orgue; Joseph Schnurr, ténor. Naxos 8,557734 (2006).
- Œuvres pour orgue : Patrick Wedd, orgue; Église Saint-Jean-Baptiste, Montréal. Naxos 8,557375 (2005).
- Faire is the Heaven : les chœurs de l'église St. Mary Magdalene, Toronto; réalisé par Giles Bryant. SMM7504
- Responsables de Tenebrae, Missae breves : Les Chœurs de l'Église de St. Mary Magdalene, Toronto; Robert Hunter Bell, direction. Virgin Classics / EMI, CDC 7243 5 45260 2 2 (1997).
- Une apostrophe aux hôtes célestes : Vancouver Chamber Choir ; Jon Washburn, dirigeant. Virgin Classics / EMI, VC 5 45183 2 4 (1996).
- Messes et motets : les chœurs de l'église St. Mary Magdalene, Toronto; Robert Hunter Bell, direction. Virgin Classics / EMI, VC 5 45109 2 (1994).
- Sélection d'œuvres pour orgue : Dr Francis Jackson, organiste. York Minster, Angleterre. Columbia Records LP-ML6198 (années 1960).

## Voir également
- Liste des compositeurs canadiens
- Musique du Canada